# Барабашівка (Лозівський район)
Барабаші́вка —  село в Україні, у Лозівській міській громаді Лозівського району Харківської області. Населення становить 60 осіб. До 2020 орган місцевого самоврядування — Артільна сільська рада.

## Географія
Село Барабашівка знаходиться на відстані 5 км від річки Орілька, на відстані 2 км розташовані села Дивізійне, Полтавське і Рубіжне. По селу протікає пересихаючий струмок з загатами.

## Історія
1820 — дата заснування.
12 червня 2020 року, відповідно до Розпорядження Кабінету Міністрів України  № 725-р «Про визначення адміністративних центрів та затвердження територій територіальних громад Харківської області», увійшло до складу Лозівської міської громади.
17 липня 2020 року, в результаті адміністративно-територіальної реформи та ліквідації колишнього Лозівського району (1923—2020), увійшло до складу новоутвореного Лозівського району Харківської області.